# Alfons de Vaux
Alfons Bechtold Meinhard Wilhelm de Vaux (* 10. April 1854 in Celle; † 19. Oktober 1918 in Dresden) war ein sächsischer Generalleutnant.

## Leben

### Herkunft
Ein Bruder, Adolf de Vaux, erreichte den Rang eines Obersts in der sächsischen Armee.

### Karriere
Er wurde am 26. Oktober 1872 zum Fähnrich beim Grenadier-Regiment „Kaiser Wilhelm, König von Preußen“ (2. Königlich Sächsisches) Nr. 101 in Dresden ernannt und avancierte am 29. Januar 1874 zum Leutnant. Er verblieb die weiteren Jahre im Regiment, war vom 24. März bis 23. Oktober 1877 kurzweilig in der Reserve, wurde 1879 zur preußischen Kriegsakademie in Berlin abkommandiert und in dieser Position am 26. Juni 1880 zum Oberleutnant befördert. 1886 wurde er á la suite seines Regiments gestellt und als Adjutant zur 3. Infanterie-Brigade Nr. 47 befehligt und in dieser Eigenschaft am 1. April 1887 zum Hauptmann befördert. Am 9. April 1891 wurde er zum Kompaniechef im 8. Infanterie-Regiment „Prinz Johann Georg“ Nr. 107 und nach weiteren Jahren im Regiment am 25. Juni 1895 zum Major befördert. Am 17. August 1895 wurde er Bataillonskommandeur des II. Bataillons beim 1. Leib-Grenadier-Regiment Nr. 100.
Major de Vaux wurde am 23. März 1899 á la suite seines Regiments gestellt und als Nachfolger seines Bruders zum Kommandeur der Unteroffizierschule und Unteroffiziervorschule in Marienberg ernannt. In dieser Eigenschaft erreichte ihn am 26. Juni 1899 die Beförderung zum Oberstleutnant. Nach Beförderung zum Oberst am 22. März 1903 wurde er dann Regimentskommandeur des Infanterie-Regiment „König Ludwig III. von Bayern“ (3. Königlich Sächsisches) Nr. 102 und in dieser Eigenschaft im Mai 1902 mit dem Offizierskreuz des bayerischen Militär-Verdienst-Orden ausgezeichnet. Am 23. April 1904 wurde zur Disposition gestellt und ab dem 1. April 1908 aks Kommandeur des Truppenübungsplatzes Zeithain verwendet. In dieser Position wurde ihm am 23. September 1908 der Charakter eines Generalmajors verliehen.
Nach Ausbruch des Ersten Weltkrieges wurde Generalmajor de Vaux reaktiviert und im September 1914 zum Kommandeur der 45.-Landwehr-Brigade an der Westfront ernannt. Am 1. Oktober 1914 wurde er Kommandeur der stellvertretenden 47.-Infanterie-Brigade in Döbeln. Darauf wurde er zum Kommandeur der 37.-Reserve-Infanterie-Brigade ernannt. Nachdem französische Truppen in der Nacht vom 7. zum 8. Januar 1915 einen Bataillonsabschnitt durchbrechen konnten, konnte de Vaux mit seinen Reserven sofort vorstoßen und zu erwartende Maßnahmen gegen einen weiteren zu erwartenden Angriff führen. Er wurde dafür am 8. September 1915 mit dem Ritterkreuz des Militär-St.-Heinrichs-Ordens ausgezeichnet. Bis zu seinem Tode wurde er noch zum Generalleutnant befördert.